# Frauenehre (Lehrgedicht)
Bei der Frauenehre vom Stricker handelt es sich um ein didaktisches Lehrgedicht, das in der ersten Hälfte des 13. Jahrhunderts in Niederösterreich entstanden ist.
Das Gedicht richtet sich in erster Linie an die höfische Gesellschaft des hohen Mittelalters. Insbesondere werden die Ritter angesprochen, deren untugendhaftes Verhalten der Erzähler beklagt.
Sie verletzen die Regeln der richtigen Minne, wie sie den damaligen gesellschaftlichen Vorstellungen entsprach. Damit stellen sie die ethischen und kulturellen Grundlagen des Rittertums in Frage.
Mit seiner Minnelehre versucht der Erzähler daher ganz bewusst Einfluss auf die höfische Gesellschaft zu nehmen.
Zu den Pflichten eines Ritters gehören das Lob und das unermüdliche Streben nach der Gunst der Frauen am Hofe. Auch die Rolle der Frau ist klar definiert. Durch ihre Tugendhaftigkeit vermittelt sie dem Ritter nicht nur Freude und Ehre, sondern sie trägt auch zu seiner moralischen Läuterung bei. So hilft sie ihm indirekt dabei, seine Herrscherpflichten zu erfüllen.
Das Gedicht ist in vier Handschriften fragmentarisch überliefert. Darunter sind die älteste, die Wiener Handschrift 2705 und das Ambraser Heldenbuch. Auf der Grundlage dieser Handschriften hat die Forschung eine einheitliche Fassung der Frauenehre rekonstruiert. Der zusammenhängende Text ist den Lesern heute in unterschiedlichen Editionen zugänglich.
Inhaltlich werden in der Frauenehre nur wenige Themen behandelt. Mehrere Argumentationsstränge haben das Ziel, die Zuhörer zum Nachdenken anzuregen. Eine Vielzahl an rhetorischen Figuren und Tropen trägt darüber hinaus zur Komplexität des Gedichtes bei.
Die Frauenehre nimmt in der deutschen Literatur des hohen Mittelalters eine Sonderstellung ein, da man das Stück keinem bestimmten Genre zuordnen kann. Neben Elementen aus der Minnelyrik und dem Sangspruch enthält das Lehrgedicht Passagen, die der geistlichen Dichtung und der Epik sehr nahestehen. Außerdem wird es durch eine Allegorie und ein Bîspel erweitert.
Der vom Stricker erhoffte Erfolg der Frauenehre blieb aus. Jedenfalls gibt es keine Belege für die Rezeption des Gedichts. Da er zum Stand der fahrenden Berufsdichter gehörte und somit von den finanziellen Zuwendungen des Publikums abhängig war, wandte sich der Stricker später anderen literarischen Formen zu. Durch seine Reimpaardichtungen, Romane und Mären wurde er schließlich zu einem der bedeutendsten Literaten seiner Zeit.

## Aufbau und Inhalt des Lehrgedichts
Das Werk lässt sich grob in drei Teile gliedern: einen Prolog (Vers 1-180), einen Mittelteil (v. 181-1804) und einen abschließenden Epilog (v. 1805–1902). Der umfangreiche Mittelteil enthält, neben Streitgesprächen und Minnelyrik, Elemente aus der Volksetymologie, mehrere Allegorien, Tugendkataloge für Mann und Frau, sowie ein abschließendes Bîspel.

### Prolog (v.1-180)
- - Der Dichter streitet mit seinem Herzen. Er beklagt, dass die höfische Gesellschaft nicht mehr so sei wie einst und ständig nach neuen Schriftstücken verlange. Das Gespräch endet in dem Entschluss, dem Wunsch des Publikums nachzukommen und einen neuen Frauenpreis zu entwerfen.
  - Der Stricker bekennt sich zum Stand der fahrenden Berufsdichter und erklärt seine daraus resultierende Unkenntnis der Frauen.

| sin leben unde vrouwen pris,/ die sint ein ander unbekant. (v.142f) | Sein Leben und der Frauenpreis, die sind einander unbekannt. |

- - Es folgt eine Abgrenzung gegen Andersdenkende und die Klage, der Frauenpreis sei verkommen.

### Mittelteil (v.181-1804)
| Versangabe     | Inhalt |
| -------------- | --- |
| (v.181-260)    | Frauen besitzen göttliche Gnade und sollen daher gelobt werden. die ere hat in got gegeben,/ daz man si uf der erde/ ze dem hoesten werde/ erkennen sol mit eren/ und ir lop iemer meren. (v.226-230) Die Ehre hat ihnen Gott gegeben, dass man sie auf der Erde als das höchste Wesen verehren […] und ihr Lob immer vergrößern [soll]. |
| (v. 261-301)   | Allegorie der Frau Gnade. Indem der Mann die Frau lobt, wird ihm ihre Gnade zuteil. Sie ist umso größer, desto eifriger der Mann sich um die Gunst der Frau bemüht. Die Erträge seines Strebens bringt die Frau im übertragenen Sinn zur Frau Gnade, die über das Glück von Mann und Frau entscheidet. |
| (v. 302-379)   | Feststellung der Eigenschaften, die eine Frau besitzen muss, um den Namen vrouwe (neuhochdeutsch: Dame - die sprachlichen Kennzeichnungen des Neuhochdeutschen und Mittelhochdeutschen werden im Folgenden mit nhd und mhd abgekürzt) zu verdienen. Als Nächstes definiert der Erzähler rechte Minne. Die Bedeutung des in der höfischen Literatur des hohen Mittelalters verwendeten Begriffs Minne deckt sich nicht mit der des neuhochdeutschen Worts Liebe. Minne umfasst die gesellschaftlichen Pflichten der hochrangigen Personen am Hofe; insbesondere das unermüdliche Streben der Ritter und die Nichterwiderung ihrer Bemühungen von den höfischen Damen. Für Ritter und Rittersöhne ist die Minne ein kindes spil (nhd.: Kinderspiel). ir minne ist doch ein kindes spil/ bi den die wol beraten sint,/ beide ritter und ritters kint. (v. 338ff) Ihre Minne ist doch ein Kinderspiel bei dem [beide – Ritter und Rittersöhne] wohl beraten sind, Derzeit herrscht jedoch ein valschez leben (nhd.: falsches Leben; v. 371). |
| (v.380-519)    | Die Tugenden der Frau werden gelobt. Der Erzähler verwendet hierfür bildliche Vergleiche: Die Schönheit der Frau übertrifft die der Natur und des Monats Mai. Ein tugendhafter Mann wähnt sich bei ihrem Anblick im Paradies. wie möhten bluomen unde schin/ den ougen also süeze sin/ so diu angesiht der vrouwen?/ […]/ in die vröude sint versunken,/ daz in des beginnet dunken,/ er si komen in daz paradis./ (v.397ff; 417ff) Wie möchten Blumen und Gehölz den Augen genauso schön erscheinen, als das Angesicht der Frauen? […] Sind sie in die Freude versunken, beginnt er zu glauben, er sei ins Paradies gekommen. |
| (v.520-568)    | Tugendkatalog mit den Eigenschaften über die ein Ritter verfügen muss, um rechten Minnedienst leisten zu können. |
| (v.569-785)    | Ohne Frauen gäbe es keine Ritterschaft. Sie sind zugleich Bedingung und Rechtfertigung ritterlichen Lebens (v. 569-580). Es werden weitere Vergleiche angestellt: Gott schuf die Frauen wie Engel und Frauen sind die Blumen der Welt (v.593; 598). Frauen verleihen dem Ritter vröude (nhd.: Freude) und êre (nhd.: Ehre) (v.623; 627; 641). Wiederholte Nennung der ritterlichen Tugenden. Antithese: Abgrenzung gegenüber denjenigen, die keine Tugend besitzen. Zu ihnen zählt der Erzähler die gelîchsenaere (nhd. Heuchler, vom mhd. schwachen Verb gelîchesen – nhd.: heucheln; v. 711) und die rüemaere (ndh. Prahler; v. 748) |
| (v.786-1095)   | Das Wichtigste auf der Welt ist die Freude, die Frauen den Rittern schenken. Frauen sind somit das Herz der Welt. Wäre die Welt ohne Frauen, so wäre sie ane herze (nhd.: ohne Herz; v. 808-812). In einem Exkurs knüpft der Erzähler an die zu seiner Zeit in der höfischen Literatur bestehende vrouwe-wîp-Diskussion an: Diejenigen, die wîp (nhd.:Weib) genannt werden, sollen sich des Namens nicht schämen. Im Grunde genommen sind die Bezeichnungen vrouwe und wîp einerlei und der Begriff vrouwe ehrt jede tugendhafte Frau, ob arm oder reich (v.852-889). Als Nächstes benennt der Erzähler die Menschen, die keine ritterlichen Tugenden besitzen und daher keinen Anteil an der Freude haben (v. 935-1030). Der Stricker unterscheidet hierin zwischen 1. denen, die wegen Gott zu Einsiedlern wurden, 2. denjenigen, denen der Teufel die Lebensfreude nahm, 3. den Menschen, die wegen Boshaftigkeit oder Untreue von der Gesellschaft ausgeschlossen wurden, 4. den ewig Kummervollen oder Freudlosen, 5. verdrehten Leuten ohne Tugendbegriff und Gesellschaftsbezug und schließlich 6. den Toren, die nichts begreifen und wie Vieh leben. Der Aufzählung folgen eine Wertung und eine Schlussfolgerung des Erzählers. In einem Einschub aus der Volksetymologie erläutert der Erzähler den Zusammenhang zwischen dem Begriff vrouwe und dem Verb vröuwen. Man sol gerne wizzen daz,/ durch welche schult und umbe waz/ man vrouwen ‚’vrouwe’ nenne/ […]/ daz vrouwen lip unde leben/ sol vröude haben unde geben,/ des ist ir nam erkenniclich./ […]/ im was ir vröuwen wol bekannt,/ der vrouwen vrouwen namen vant (v. 1069–1091) Man soll gerne wissen durch welche Schuld und weswegen man Frauen vrouwe nennt […] der Frauen Leib und Leben Soll Freude haben und geben, Das erkennt man schon an ihrem Namen […] Ihm war ihre Freude wohl bekannt, der den Frauen ihren Namen gegeben hat |
| (v. 1096–1385) | Allegorie des Tugendbaums. Die Tugenden der Frauen sind so vielfältig wie ein Wald voller Bäume. Die einzelnen Tugenden der Frau werden Bestandteilen des Baumes, dem Stamm, den Ästen, den Blüten etc. zugeordnet und anschließend ausführlich erläutert. |
| (v.1393–1495)  | Es folgt eine direkte Ansprache des Publikums durch den Erzähler und Zusammenfassung der vorangegangenen moralischen Lehre. Der Abschnitt endet mit einer Abgrenzung gegenüber persönlichen Gegnern des Dichters und Feinden der Frauen. |
| (v.1496–1614)  | Überleitung zum Bîspel: Der Unterschied zwischen Frauen und Rittern besteht darin, dass Frauen sich jederzeit tugendhaft verhalten. Viele Ritter lassen in ihrer Tugendhaftigkeit nach, weil ihnen der Minnedienst zu mühsam ist. Ankündigung einer beispielhaften Erzählung, die verdeutlichen soll, welche Folgen die ehrlose Liebe haben kann. die gaben dem strite ein zil,/ si duhte der arbeit ze vil,/ sus wart diu vröude verlan./ […]/ und wellent ritter walten/ der erelosen minne,/ […]/ so wirt vil schiere verendet/ der ritter vröude so gar,/ […]/ ich sage iu wol ein maere/ da mit ich si beide/ von ein ander scheide/ und die schuldigen rüege (v. 1543ff; 1584-1589; 1608-1611) Die gaben dem Streit ein Ziel, sie belastete die Arbeit zu sehr, so ließ die Freude nach. […] Und wollen Ritter walten der ehrelosen Minne […] so wird [die Freude der Ritter] vollkommen enden, […] ich sage euch ein Märe mit dem ich sie beide [die ehrlosen und die tugendhaften Ritter] voneinander trenne und die Schuldigen anklage |
| (v.1615–1804)  | Das Bîspel vom Ackermann: Zunächst wird von einem Ackermann erzählt, der das Korn auf dem Feld vor der Reife erntet. Die anderen Bauern beklagen dieses Verhalten, woraufhin der Ackermann vom hohen Gericht für seine Tat bestraft wird. Anschließend wird die Geschichte auf die reale Situation an den mittelalterlichen Höfen übertragen: Der Erzähler schlussfolgert, dass Ritter, die Frauen schlecht behandeln oder sich nicht genügend um ihre Gunst bemühen, ohne Ehre und Freude sterben. er sol ane vröude sterben/ und sol den lon erwerben,/ den die boesen liute erwurben,/ die ane korn ersturben (v.1761–1764) Er soll ohne Freude sterben und soll den Lohn erwerben, den die bösen Leute erwarben, die ohne Korn starben |

### Epilog (v.1806–1902)
- - Der Erzähler wiederholt noch einmal: Die Freude ist das Wichtigste auf der Welt, tugendhafte Frauen sind das Herz der Welt und der Ursprung von Freude und Ehre.
  - Steigerung der eingangs aufgestellten These, Frauen besäßen göttliche Gnade, zu einer Schlusspointe: Frauen seien der ander got der werlde (nhd.: der zweite Gott der Welt).
  - Der Dichter bekennt sich erneut zu seiner Zugehörigkeit zum Stand der Fahrenden und begründet damit abermals seine Unkenntnis der Frauen.
  - Das Gedicht endet mit den standesgemäßen und für literarische Texte der Zeit üblichen Bettelversen an das Publikum und (potentielle) Mäzene:

| wirt mir min armout verjaget;/ daz si den vrouwen geklaget,/ daz mich ir lobes niht enirret,/ wan daz mir armout wirret (v. 1897–1900) | [Möge] meine Armut vertrieben werden; indem ich sie den Frauen geklagt habe, [möge] mich ihre Lobpreisung nicht hindern außer sie macht meine Armut noch schlimmer |

## Überlieferung und Edition derFrauenehre
Die Frauenehre ist fragmentarisch in vier unterschiedlichen Handschriften überliefert.
Sowohl die Heidelberger Handschrift Cod. Pal. germ. 341 (im Folgenden mit der Sigle H bezeichnet) als auch der Codex Bodmer 72 (im Folgenden: K) enthalten im Kontext von mehreren Dutzend kurzen Versdichtungen einen Reimpaartext mit der Überschrift „Ditz ist von der vrouwen ere/ Die die werlt zieret sere“. Die beiden Abschriften gelten als Grundlage aller wissenschaftlichen Editionen der Frauenehre und haben einen Umfang von 1608 bzw. 1688 Versen. Handschrift K enthält 80 Verse, die versehentlich doppelt aufgeschrieben wurden.
Die um 1260/1290 entstandene und somit älteste Wiener Handschrift Nr. 2705 (im Folgenden abgekürzt durch den Buchstaben A) enthält einen überschriftslos erhaltenen Text, der heute der Frauenehre zugerechnet wird. Einige Passagen dieses Textes stimmen mit den Handschriften H/K überein. Das 102 Verse lange Stück steht der Verstechnik und dem üblichen Reimgebrauch des Strickers sehr nahe. Ob es sich tatsächlich um ein Werk des Strickers handelt, kann man aufgrund der fehlenden Autorzuweisungen in Handschrift A nicht eindeutig sagen.
Schließlich gibt es im Ambraser Heldenbuch (Wien Cod. S.n. 2663 – im Folgenden abgekürzt durch den Buchstaben d) ein Stück mit der Überschrift „der frawn lob“. Es setzt bei den Versen 1321 bzw. 1401 der Handschriften H/K ein und wird wegen seiner teils abweichenden oder zusätzlichen Verse als ergänzende Textquelle des Lehrgedichts angesehen.
Die Forschung beschäftigte sich fast 100 Jahre lang mit überlieferungs- und editionstechnischen Problemen der Frauenehre.
Die Literaturwissenschaftler Franz Pfeiffer, Hans Lambel, Karl-Ferdinand Kummer und Maria Maurer versuchten in ihren Studien die ursprünglich vom Dichter konzipierte Form zu rekonstruieren. Sie ließen dabei jedoch vollkommen außer Acht nach der literaturhistorischen Bedeutung des Stücks zu fragen.
Mittlerweile besteht Einigkeit darüber, dass man die einzelnen und zerstreut überlieferten Teile der Frauenehre nicht zu einem einzigen Gedicht zusammenzuschließen kann. Eine kritische Edition, wie Karl Lachmann sie vorsah ist kaum möglich. Nach seinem Model erfolgt zunächst die Recensio (prüfende Musterung) eines Archetyps der Überlieferung mittels Vergleichs verschiedener Überlieferungen. Darauf folgt die Emendatio, die Verbesserung oder auch die Anpassung des rekonstruierten Textes an den historischen Kontext seiner Entstehung.
Die Überlieferung der Frauenehre ist jedoch weder geschlossen, noch kann man die Verwandtschaft der an ihr beteiligten Handschriften exakt bestimmen. Der Grund hierfür ist der, dass man die einzelnen Textpassagen nicht eindeutig dem Stricker zuordnen kann. Bei der Erstellung der Handschriften wurde generell mehr Wert auf die Gruppierung der Texte nach Themen, als auf die Autorzuweisungen und sonstigen Quellen gelegt. Ein Werk stand folglich immer in einem Themenverbund mit anderen, unabhängig vom Autor.
Die Handschriften H und K stimmen in weiten Teilen hinsichtlich Malerei und Schrifttyp überein. Dies gilt für ihren gesamten Inhalt. Auch der Wortlaut und kleinere Fehler, die beim Aufschreiben der Texte entstanden sind, ähneln sich. Maria Maurer vermutete daher, dass beide Handschriften auf eine gemeinsame Vorlage zurückgehen.
Andere Positionen gehen davon aus, dass es von Anfang an mehrere Fassungen der Frauenehre gab. Mehrfache Redaktionen ein und desselben Stücks sind beim Stricker und auch bei anderen Autoren des hohen Mittelalters keine Seltenheit.
Der Grund hierfür ist, dass die meisten literarischen Texte des hohen Mittelalters zunächst für den mündlichen Vortrag bestimmt waren. Sie fanden erst später Eingang in die verschiedenen Handschriften. Es ist also gut möglich, dass der Stricker selbst oder andere Sprecher das Gedicht an die jeweilige Situation und das Publikum anpassten und sich so mit der Zeit verschiedene Formen der Frauenehre herausbildeten. Bei dem kurzen Fragment aus der Wiener Handschrift (A) könnte es sich um eine Textstelle handeln, die aus einem ursprünglich größeren Zusammenhang herausgenommen und gesondert vorgetragen wurde.

## Struktur derFrauenehre

### Form und Stellung im Gesamtwerk des Strickers
Die Frauenehre ist ein Lehrgedicht über den richtigen Minnedienst, das zwischen Lob und Unterweisung ständig wechselt. Sowohl im Gesamtwerk des Strickers als auch in der übrigen deutschen Literatur des 13. Jahrhunderts nimmt es eine isolierte Stellung ein.
Inhaltlich greift der Stricker ein bereits bekanntes Thema auf, den Frauenpreis. In einem Frauenpreislied, auch Minneleich genannt, wurden Frauen im Allgemeinen oder eine einzelne Frau in meist besonders kunstvoller Darstellung gelobt.
„Das Neue an der ‚Frauenehre’ besteht […] in ihrer formalen Struktur, dem Verschmelzen der vielen aus Epik und Lyrik wohlbekannten Aspekte der Minnethematik zu einem einzigen, facettenreichen theoretisch-lehrhaften Gedicht.“.
Dass er mit seinem Gedicht ganz bewusst eine neue Form von Frauenpreis schaffen wollte, macht der Stricker bereits im Prolog der Frauenehre deutlich.
| Sit man niuwer maere gert/ nu volge in als ir wille si,/ […]/ Do sprach min herze aber zuo/ daz ich daz waegeste tuo/ und ein lop den vrouwen gebe, (v. 74f; 83ff). | Da man nach neuen Mären verlangt (nun) folge ihrem Willen, […] Darauf riet mir mein Herz das Beste (Angemessenste) zu tun und den Frauen ein Lob zu schenken |

Aus seinen Schriften wird ersichtlich, dass der Stricker über eine umfangreiche Bildung verfügte. Dazu gehören Kenntnisse über Grundlagen der französischen Sprache, Jura und Theologie. Darüber hinaus war er mit bestehenden kulturellen und sozialen Konventionen, sei es durch eigene Erfahrung oder durch intensives Literaturstudium, sehr vertraut.
Die Region Niederösterreichs, in der er wirkte, stand unter dem Einfluss der kulturellen Zentren Paris und Köln. Einzelne Passagen der Frauenehre zeigen eine auffallende Ähnlichkeit mit den ursprünglich aus der französischen Literatur stammenden Minnereden. In den deutschen höfischen Romanen gab es nur am Rande Auseinandersetzung mit der Minnethematik und damit verbundenen Fragen. Im Laufe der Jahre kam es zu einer Verselbständigung der Minneexkurse. Seit Ende des 13. Jahrhunderts spricht man schließlich von der Minnerede als eigenständigem Genre.
An der Frauenehre zeigt sich, dass der Stricker frühzeitig wichtige literarische Impulse wahrgenommen und in seinen Werken verarbeitet hat.

### Schreibstil
Das Lehrgedicht besteht aus endgereimten Paarreimen, die nach dem Schema aa bb cc dd aufgebaut sind. Die Verse sind 4-hebig, wobei sich Hebung und Senkung in regelmäßigem Turnus abwechseln.
| Swer rehter liebe niemer mac/ gepflegen noch ir nie gepflac,/ der wendet si iemer swa er kan./ Ez si wip oder man,/ die rehte Minne leident/ und liep von liebe scheident,/ […] (v.761-766) | Wer rechter Liebe nie pflegen mag noch sie niemals pflegte, der verhindert sie wann immer er kann. Sei es Weib oder Mann, die das Leid rechter Minne empfinden und das Angenehme von Liebe trennen, […] |

Bei der Konzeption des Gedichts hat der Stricker ihm bekannte literarische Vorlagen übernommen, sie umgewandelt und ihnen damit eine andere Bedeutung gegeben. Beispielsweise verarbeitet er Motive aus klassisch-höfischen Romanen, modifiziert sie und verleiht ihnen damit einen neuen Sinn. Oder er übernimmt Sprachformeln der Spruchdichtung und verwendet sie in einem vollkommen fremden Kontext.
Der Literaturhistoriker Hanns Fischer fand als einer der Ersten Sprachformeln, Bilder und Vergleiche aus der klassischen höfischen Dichtung der Stauferzeit, im Werk des Strickers wieder.
Der Stricker knüpft an die literarischen Traditionen des Minnesangs an, indem er sich in seinem Lehrgedicht an vielen Stellen einer sehr bildhaften Sprache bedient.
Die metaphorischen Begriffe stammen meist aus dem Bereich der Natur. Er vergleicht Frauen mit dem Monat Mai, mit Bäumen und Blumen. Die Elemente Gold und Silber symbolisieren bei ihm Schönheit und Armut (v. 385f & 1113; v.350).
Zu den typischen Stilmitteln der mittelhochdeutschen Lehrdichtung zählen die rhetorische Frage und der Wechsel zwischen Rede und Gegenrede. Beide finden sich auch in der Frauenehre.
| ich han der tugende walt ersehen! (v.1106) Welchez ist der tugende walt,/ der die tugende manicvalt/ der werlt ze allen ziten birt/ und niemer ane tugende wirt? (v.1135–1138) | Ich habe den Wald der Tugenden erblickt! Welcher ist der Wald der Tugenden, der die vielfältigen Tugenden der Welt zu allen Zeiten birgt Und niemals ohne Tugenden sein wird? |

Mit der rhetorischen Frage bringt der Autor seinen subjektiven Eindruck zur Sprache.
Indem der Autor ein fiktives Gespräch entwirft, bezieht er das Publikum unmittelbar ein, ohne es direkt anzusprechen. Ein Beispiel hierfür ist das Streitgespräch des Dichters mit seinem Herzen zu Beginn des Stücks.
| Min herze hat mit mir gestriten,/ […]/ Ich sprach ‚da sint die werden tot,/ die manige tugende behielten/ […]/ da wider sprach daz herze min:/ nu lobe si unz si guot sin;/ die noch in hohem muote sten./ (v.1-14) | Mein Herz hat mit mir gestritten, […] Ich sprach ‚tot sind diejenigen, die viele Tugenden bewahrten. […] da entgegnete mein Herz: nun lobe sie solange sie gut sind; die sich im [Zustand des] hohen Mut[es] befinden. |

Die Frauenehre enthält darüber hinaus zahlreiche Wortfiguren, wie Alliterationen, Antithesen und Anaphora.
| Alliterationen: | lip unde leben (v.225) die mit der werlde wollten wesen (v.588) ich habe ir güete gar gesaget (v. 1831)                                             | Leib und Leben Die mit der Welt bestand haben wollten Ich habe ihre Güte gänzlich genannt                                                        |
| Antithesen:     | des hazzes süeze (v.135) guot und sleht (v.199) junc oder alt (v.528)                                                                               | Des Hasses Süße gut und schlecht jung oder alt                                                                                                   |
| Anaphora:       | Si sint der vröude ein krône Si sint ein liht der tougen (v.434f) Ein spiegel der gedanken Ein widerstrît der wanken Ein herze der staete (v.445ff) | Sie sind der Freue eine Krone Sie sind ein Licht der Wundertaten Ein Spiegel der Gedanken Ein Widerstreit der Zweifel Ein Herz der Beständigkeit |

## Die männlichen Tugenden

### Der Ritterbegriff in derFrauenehre
Es ist unbestritten, dass der Stricker versucht hat mit seinem Lehrgedicht Einfluss auf die ethischen Grundlagen des Rittertums seiner Zeit zu nehmen.
Im ursprünglichen Sinne waren Ritter Soldaten, die Kriegsdienst leisteten. Mit der Entstehung der Höfe im Mittelalter und Formen gesellschaftlichen Lebens, entwickelten sich auch gewisse ethische Grundlagen. Es gab genaue Vorstellungen darüber, wie sich die Männer (und Frauen) angemessen zu verhalten hatten.
Zu den Pflichten eines Ritters gehörte unter anderem die Frauen am Hof gut behandeln und sie zu verehren. Aus dieser Forderung leitete sich der Begriff Minnedienst ab. In der Literatur des hohen Mittelalters bestand das Idealbild der so genannten hohen Minne, dem zufolge sich der Ritter unermüdlich um die Gunst einer Dame bemühte. Dieses beharrliche Streben nach Minne wurde mit dem Dienst des Vasallen (Bezeichnung für einen Knecht) gegenüber der Dienstherrin gleichgesetzt. Er war für die höfische Gesellschaft von entscheidender Bedeutung.
Wenn sich der Ritter nicht richtig verhielt, wurde er von der Frau nicht beachtet. Ohne ihre Gunst führte der Ritter jedoch ein freudloses Leben, so die damalige Auffassung. Wer sich hingegen an die Vorgaben hielt, erlangte Ansehen am Hofe.
In den Versen 495-588 der Frauenehre geht der Erzähler erstmals auf die gewünschten Eigenschaften der Männer ein. Der darin vorkommende Tugendkatalog findet im weiteren Verlauf des Gedichts noch mehrmals Verwendung.
| Swer volliclichen haben sol/ Ir hulde, ir dienst und ir gunst/ Und die bejaget mit rehter kunst/ Der muoz zweien sin tugent./ Ern sol daz alter und die jugent/ niht von einander scheiden;/ er sol in volgen beiden/ und sol ir beider han gewalt:/ so ist er iemer junc und alt. (v. 520-528) Er sol sich ouch den wisen,/ den alten und den grisen/ gelichen mit der wisheit:/ so ist im der wisen lon bereit. (v. 531-534) Daz er die richen maze/ bi der milte beliben laze/ und die vröude bi der minne/ und die manheit bi dem sinne,/ die staete bi der triuwe,/ die buoze bi der riuwe,/ die zuht bi der warheit,/ gedult bi der arbeit,/ bi hochvart diemüete,/ bescheidenheit bi der güete/ und die vuoge bi der schame. (v. 537-547) | wer ihre vollkommene Ergebenheit Verehrung und Gunst besitzen will und sie der Sitte entsprechend erwirbt, der muss zwei Tugenden haben. Er soll das Alter und die Jugend nicht voneinander trennen; er soll ihnen beiden folgen und soll die Macht über beide haben: dann ist er immer jung und alt. Er soll auch den Oberhäuptern, den Alten und den Greisen mit der Weisheit gleichen: dann bekommt er [ihren] Lohn. Dass er die mächtigen Kräfte bei der Freundlichkeit bleiben lässt und die Freude bei der Minne [behält] und die Männlichkeit im Verstand, die Beständigkeit bei der Zuverlässigkeit, die Besserung in der Reue die gute Erziehung bei der Bewährung [im Kampf] Geduld bei der Arbeit, Bescheidenheit beim vornehmen Leben kluges Handeln bei der Gutherzigkeit und die Anständigkeit bei der Scham. |

Die Argumentation des Erzählers mündet in dem oben genannten Schluss, dass es ohne die Frauen und den Frauenpreis keine Ritterschaft gäbe. Die Minne wird zur Königin der Tugenden emporgehoben. Wenn sie fehlt, sind alle anderen Tugenden wertlos. Daher ist die wichtigste Pflicht des Ritters, der Frau gegenüber Minnedienst zu leisten. Der Erzähler verleiht seinen Forderungen Nachdruck, indem er mehrmals einen direkten Bezug zu Gott und dessen festgeschriebener Ordnung herstellt.
| Haete diu werlt niht vrouwen,/ wa sollte man ritter schouwen?/ Wa bi würden sie bekannt?/ Zwiu sollte in danne guot gewant? Waz gaebe in danne hohen muot? […]/ Daz hat got unterstanden./ der hat in manigen landen/ geliebt den rittern ir leben;/ er hat in vrouwen gegeben,/ die er schuof den engeln gelich (v. 569ff; 589-593) | Gäbe es keine Frauen auf der Welt, wo könnte man Ritter sehen? Woran wären sie erkennbar? Wer sollte ihn dann gut kleiden? Was gäbe ihm dann hohen Mut? […] Das hat Gott verstanden. er hat in vielen Ländern das Leben der Ritter geliebt; er hat ihm Frauen gegeben, die er den Engeln gleich schuf. |

Frauen sind der Ursprung aller Tugenden, da sie den Mann zum Minnedienst animieren. Ihre Gunst spendet Freude und Ehre innerhalb der höfischen Gesellschaft.
Doch nur ein tugendhafter Mann kann richtigen Minnedienst leisten. Aus diesem Grund warnt der Erzähler die Frauen, dass sie sich vor gelichsenaere[n] (nhd.: Heuchler; v. 711) und auch vor rüemaere[n] (nhd.: Prahler; v. 748) in Acht nehmen sollen.
| Ist aber daz sie wol vernimt, daz er den vrouwen missezimt, dar nach mac si sich keren. Swenne er sin selbes eren niht wil hüeten unde pflegen, er lat ir ere ouch under wegen (v. 729-734) | Sie soll gewiss erfahren, dass er den Frauen übel ansteht, danach mag sie sich richten. Wenn er auf sein eigenes Ansehen nicht Acht gibt und es nicht pflegen will, lässt er auch ihre Ehre auf dem Weg zurück. |

Die Worte richten sich zwar dem ersten Anschein nach an die Frauen, indirekt werden jedoch die Ritter dazu aufgefordert, sich tugendhaft zu verhalten.
Hier zeigt sich ein Widerspruch in der Strickerschen Minnelehre. Einerseits kann ein Ritter nur Minnedienst leisten, wenn er sich tugendhaft verhält. Andererseits wird ihm Tugend erst durch die Frauen zuteil. Frauen sind also zugleich Voraussetzung und Rechtfertigung des ritterlichen Daseins.

### Verkommene Tugend: dasBîspel vom Ackermann
In dem zur Frauenehre gehörigen Bîspel vom Ackermann veranschaulicht der Stricker seine zuvor in abstrakter Art und Weise dargestellte allgemeine Tugendlehre.
Das Bîspel vom Ackermann ist als selbständige Binneneinheit in das didaktische Werk eingebunden und entspricht den typischen Kennzeichen des Genres. Dazu gehören seine stichische Form, also die Beibehaltung eines einzigen Versmaßes, und der relativ knappe Umfang von 189 Versen.
Es ist in zwei Abschnitte untergliedert. Der Bildteil (v.1615–1690) erzählt von einer kuriosen Begebenheit. Im anschließenden Auslegeteil (v.1691–1725) wird die fiktive Situation generalisiert und auf einen realen Kontext übertragen.
Im Bildteil der Frauenehre berichtet der heterodiegetische Erzähler von einem Bauern, der sein Korn aus Ungeduld vor der Reife mäht. Die Arbeit auf dem Feld ist ihm, gemessen am späteren Ertrag, zu gering.
| er sprach ‚da ist diu arbeit/ ze groz und ist diu werdikeit ze kleine, (v. 1635ff) | Er sprach, da ist die Arbeit zu groß und der Ertrag zu klein, |

Andere Landleute bemerken die Tat des Bauern und klagen ihn vorm Gericht an. Er wird von einem Richter für sein fehlerhaftes Verhalten verurteilt. Da er die Erträge seines Feldes nicht genügend wertgeschätzt hat, soll ihm auch in Zukunft kein Korn mehr zuteilwerden. Er muss fortan hungern und ohne Freude weiterleben.
Im Auslegungsteil werden Geschichte und Lehrabsicht miteinander in Einklang gebracht. Bîspel zeichnen sich im Allgemeinen durch ein hohes Maß an bildlicher Sprache aus. Im Fall der Frauenehre dienen Motive aus der Natur dem Vergleich mit der höfischen Welt. Der Acker des Bauern steht symbolisch für dessen Frau. Das Korn ist die Frucht ihrer Minne: Daz korn ist vröude genant (nhd.: das Korn [wird] Freude genannt; v.1707).
In der Realität ist das Korn vergänglich, nicht aber die Minne der Frau. Sie ist prinzipiell unendlich. Behandelt man die Pflanze jedoch unangemessen, geht sie ein und mit ihr die Freude, die sie ihrem Besitzer bereitet hat.
| sol er daz obez erwerben,/ da enhoeret niht gewaltes zuo. (v. 1366f) | will er die Früchte [des Tugendbaums] erwerben, gehört keine Gewalt dazu. |

Die Geschichte des Bauern wird im folgenden Teil weiter auf die höfische Gesellschaft übertragen. Er vertritt die Ritter, denen der Dienst an den Frauen zu mühsam erscheint und die daher auf die Minne verzichten wollen. Damit entsagen sie aber auch der Freude, die nur die Frau dem Ritter schenken kann.
Das Element der Gerichtsbarkeit ist eine Neuerung beim Stricker, die große Ähnlichkeit mit den in den späteren Minnereden oft vorkommenden fiktiven Minnegerichtshöfen aufweist. In beiden Fällen handelt es sich um die szenische Darstellung einer Verurteilung derjenigen, die die Gesetze des Minnedienstes nicht befolgt haben. Der Verstoß gegen die Ideale der höfischen Gesellschaft wird mit der Isolierung des Täters geahndet.
Weltliche Bîspel, wie auch das in der Frauenehre, argumentieren stets Ordo-bezogen und konservativ. Der Ordo bezeichnete den gesellschaftlichen Rang, den eine Person innehatte. Im hohen Mittelalter unterteilte sich die Gesellschaft nach Funktionen in drei Gruppen. Zum Lehrstand gehörten der Klerus, Lehrende und Literaten. Den zweiten Stand (Wehrstand) vertraten die Ritter/ der Adel. Die Bauer gehörten schließlich zum so genannten Nährstand. Der Vorstellung nach, war diese Ordnung von Gott gegeben und durfte nicht angezweifelt werden. Wenn man sich unstandesgemäß verhielt, hatte das weit reichende Konsequenzen. Im schlimmsten Fall drohte dem Betroffenen der gesellschaftliche Abstieg.
Die Figur des Bauers wurde von den Dichtern oft genommen, um dem Publikum zu verdeutlichen, welche tragischen Folgen die Nichtanwendung der moralischen Grundsätze haben kann.
Spielte die Geschichte in der ländlichen Sphäre, konnte der Dichter seine Lehre unverhüllt darstellen.
Zugleich wurde eine allgemein abschätzige Haltung gegenüber dem niederen Stand deutlich. Die Bauern der meisten Bîspel waren einfältig und dümmlich und daher gar nicht dazu fähig höfisch zu lieben. Die hohe Minne war ausschließlich an den Hof und die höfischen Umgangsformen gebunden.
Der Bauer, der sich in seiner ungehobelten Art nicht an die gesellschaftlichen Moralvorstellungen hält, muss mit seinem schweren Schicksal leben. Dadurch ist er zugleich Spottobjekt und komische Figur des Bîspel. Seine Rolle diente aber nicht nur der Erheiterung des Publikums. Es sollte vielmehr erkennen, dass es dem Schicksal des Bauern um jeden Preis entgehen muss. Ließen sich die Zuhörer abschrecken, war die Arbeit des Autors getan.

## Die Rolle der höfischen Dame
An vielen Stellen der Frauenehre wird die Schönheit der Frauen betont, die es zu bewundern gilt. Stilistisch bediente sich der Verfasser des Gedichts bildlicher Vergleiche aus der Natur. Frauen übertreffen mit ihrer Anmut die Schönheit des Monats Mai und die der Blumen. Die Lobpreisung wird sogar noch gesteigert, indem Motive des Göttlichen herangezogen werden. So wähnt sich jeder Mann beim Anblick einer Frau im Paradies (v.397ff; 417-421).
Das Ideal der hohen Minne sah vor, dass die Frauen im Gegensatz zu den Rittern tugendhaft und unfehlbar waren. Aus diesem Grund wurden sie in der höfischen Literatur als anmutig und schön dargestellt. Ihr Aussehen war Ausdruck des Wahren und Guten ihrer Seele, ein Spiegel der inneren Schönheit.
Die Tugendhaftigkeit der Frau dient einem einzigen Zweck – der Läuterung des Mannes. Die höfische Dame weckt in ihm die hohe Kraft der Minne, indem sie durch ihre Schönheit und ihr vorbildhaftes Verhalten den Ritter zum Minnedienst animiert. Dadurch gibt die die Werte, die sie vertritt an den Ritter weiter. Nach erfolgreichem, unermüdlichem Werben ist auch der Mann schließlich tugendhaft. Er erlangt êre (nhd.: Ehre) am Hofe.
| Ditz ist diu ere die si gebent:/ Daz ritter ritterlichen lebent,/ Daz hant si von den vrouwen. (v.641ff) | Das ist die Ehre die sie geben: Dass die Ritter ritterlich leben, Das haben sie von den Frauen. |

Gesellschaftliches Ansehen besaß man also nicht automatisch, nur weil man eine bestimmte Position am Hofe innehatte.
Ein Angehöriger der Oberschicht musste es sich erst verdienen, indem er sich sowohl den christlichen Geboten entsprechend verhielt, als auch den gesellschaftlichen Erwartungen entsprach und Minnedienst leistete. Minne und Ehe waren daher keine privaten Angelegenheiten, sondern zentrale Werte der höfischen Öffentlichkeit.
Im Unterschied zum Ideal der hohen Minne, in dem die Dame stets unnahbar war, ist die Erfüllung des Minnewunschs in der Frauenehre durchaus möglich. Zuvor bestand Minnedienst noch im unermüdlichen Streben nach der Gunst der Frau, bei dem der Mann seine Beharrlichkeit und seine moralische Stärke bewies. Die Ehe war von der Minne ausgeschlossen. Beim Stricker ist das anders. Er gilt somit als Vorreiter der Verbürgerlichung von Minnedidaktik, hin zu einer veränderten Vorstellung von Ehe und der Beziehung zwischen Mann und Frau.
Der Stricker hat in der Frauenehre das tatsächlich bestehende Geschlechterverhältnis umgekehrt. Frauen waren der allgemeinen Vorstellung nach unvollkommen und unselbständig. Sie bedurften der ständigen Anleitung ihrer Männer. In Anlehnung daran heißt es im Grundbuch des Kirchenrechts, dem Decretum Gratiani aus dem 12. Jahrhundert, dass die Frau wegen ihres Standes der Dienstbarkeit […] dem Mann in allem unterworfen sein [soll] (lat.: propter condicionem seruitutis, qua uiro in omnibus debet subesse; vlg. Gratian um 1150, Sp. 1254) Das Decretum Gratiani ist in der Mitte des 12. Jahrhunderts entstanden und zählt zum Hauptwerk des Kamaldulensermönchs Gratian. Doch nicht nur hier, auch in der christlichen Literatur des Mittelalters wurde die Frau meist als moralisch schwaches Wesen dargestellt, das Versuchungen leicht erlag.

## Wirkungsgeschichte

### Publikum und Auftraggeber
Man geht davon aus, dass der Stricker aufgrund seines Standes als fahrender Berufsdichter für kein bestimmtes Publikum schrieb. Die Frauenehre richtet sich zwar in erster Linie an die höfische Gesellschaft, man geht aber davon aus, dass er auch Zuhörer aus dem gehobenen Bürgertum und klerikalen Kreisen erreichen wollte.
Die Lehre des Strickers ist daher ständeübergreifend angelegt. Einen Beleg hierfür findet man in den Beschreibungen der Pflichten und Eigenschaften von Rittern und Frauen, die sehr allgemein gehalten sind. Außerdem greift er die in der mittelalterlichen höfischen Literatur bestehende vrouwe-wîp-Diskussion (v.786-1095) in der Frauenehre auf. Der Erzähler betont hierin, dass es grundsätzlich keinen Unterschied zwischen Frauen unterschiedlicher Gesellschaftsschichten gibt. Er macht sogar Zugeständnisse gegenüber der ärmeren Bevölkerung, indem er sagt, dass Armut der Ausübung rechter Minne schade. Für wohlhabende Ritter müsse die Minne hingegen ein Kinderspiel sein.
Eine Zuordnung zu Mäzenen, bestimmten Herrschern oder Institutionen im Umkreis des Strickers ist nicht möglich, da sich in seinem Werk nur sehr vage Andeutungen finden.
Man geht davon aus, dass die Frauenehre zu Beginn der Strickerschen Bîspelperiode Ende der 1220er, Anfang der 1230er Jahre in Niederösterreich entstanden ist.
Die Vermutung des Literaturwissenschaftlers Hermann Menhardt, der Stricker könne das Gedicht zu Ehren der Schwester Herzog Friedrichs II. Constanze anlässlich ihrer Vermählung im Jahr 1231 verfasst haben, konnte bislang nicht bestätigt werden. An manchen Stellen finden sich hingegen Hinweise, die auf eine Frauengemeinde als Auftraggeberinnen schließen lassen.
In der Schaffenszeit des Strickers vollzog sich, ausgehend von den französischen Höfen, ein gesellschaftlicher Wandel, der den Frauen größere Freiräume verschaffte, als es das bis dahin geltende Recht vorsah. Im Schutz der höfischen Gesellschaft waren sie den Männern nicht mehr wie zuvor in allem unterworfen. Sie trafen daher eigenständige Entscheidungen und nutzten die Geselligkeit am Hofe, um sich zu bilden. Es ist also sehr wahrscheinlich, dass sich die höfische Dichtung auch nach den Wünschen und dem Urteil adliger Damen richtete.

### Rezeption
Die Frauenehre wurde nur bruchstückhaft in verschiedenen Handschriften überliefert und kaum rezipiert. Oft vorgetragene Stücke wurden meist von anderen Autoren aufgegriffen und in ihren eigenen Werken verarbeitet. Über intertextuelle Bezüge der Frauenehre gibt es jedoch keine gesicherten Belege.
Ein möglicher Grund für den ausbleibenden Erfolg des Gedichts, könnte seine herausragende Stellung sein. Der Stricker hat eine Form von Frauenpreis geschaffen, die neu und ungewohnt war. Sie fand keine Nachahmer. Da er als fahrender Berufsdichter von den finanziellen Zuwendungen durch Mäzene abhängig war, wandte sich der Stricker in der Folgezeit anderen Schreibformen zu, die offenbar eher dem Geschmack des Publikums entsprachen. Beispiele hierfür sind die Märe oder das Bîspel. Mit seinen späteren Stücken, die vielfach Nachahmer fanden, leistete der Stricker einen entscheidenden Beitrag zur Weiterentwicklung der höfischen Literatur des 13. Jahrhunderts.

## Bildergalerie

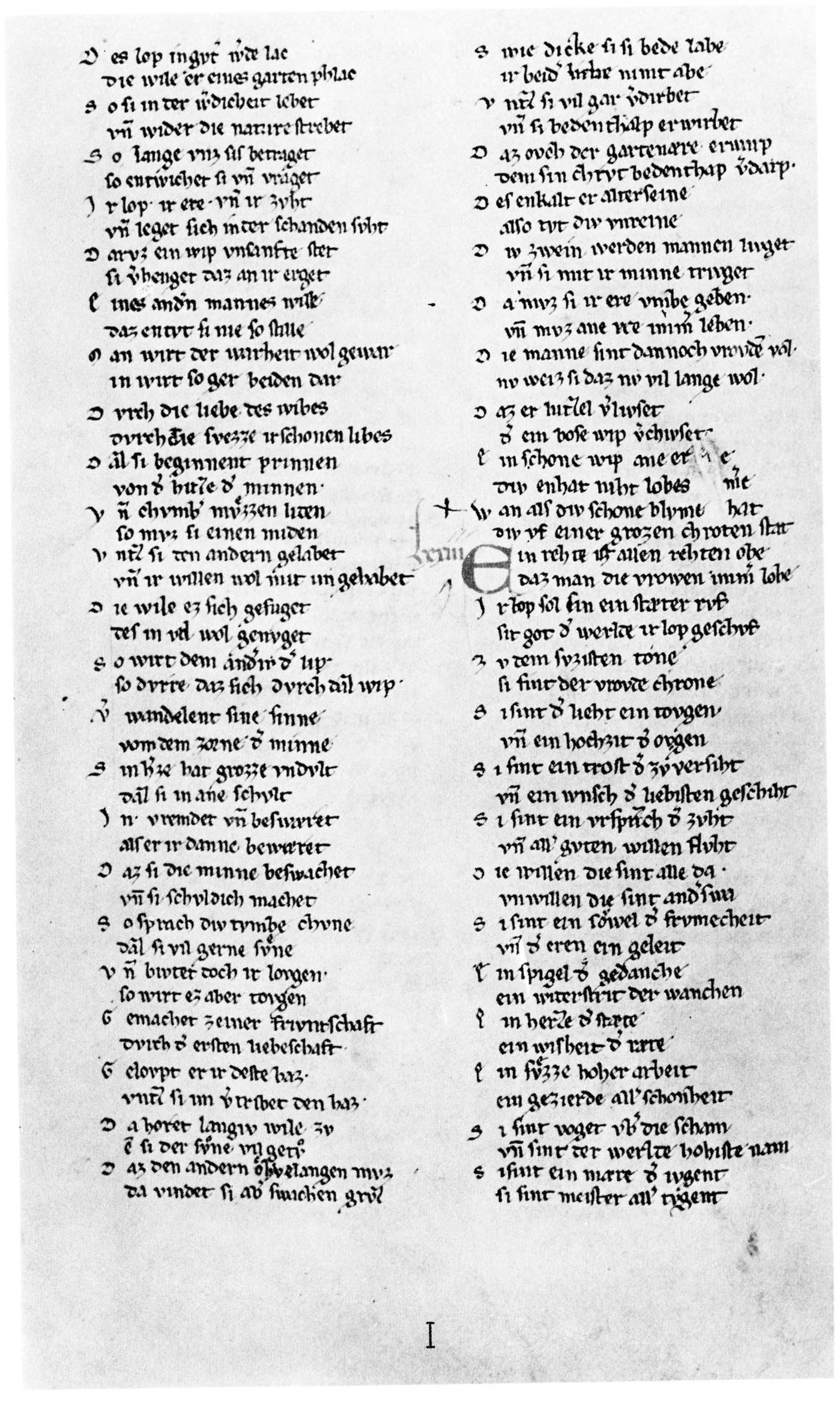
Wiener Handschrift Nr. 2705 (A), Blatt 54vab (Frauenehre v.429-454)
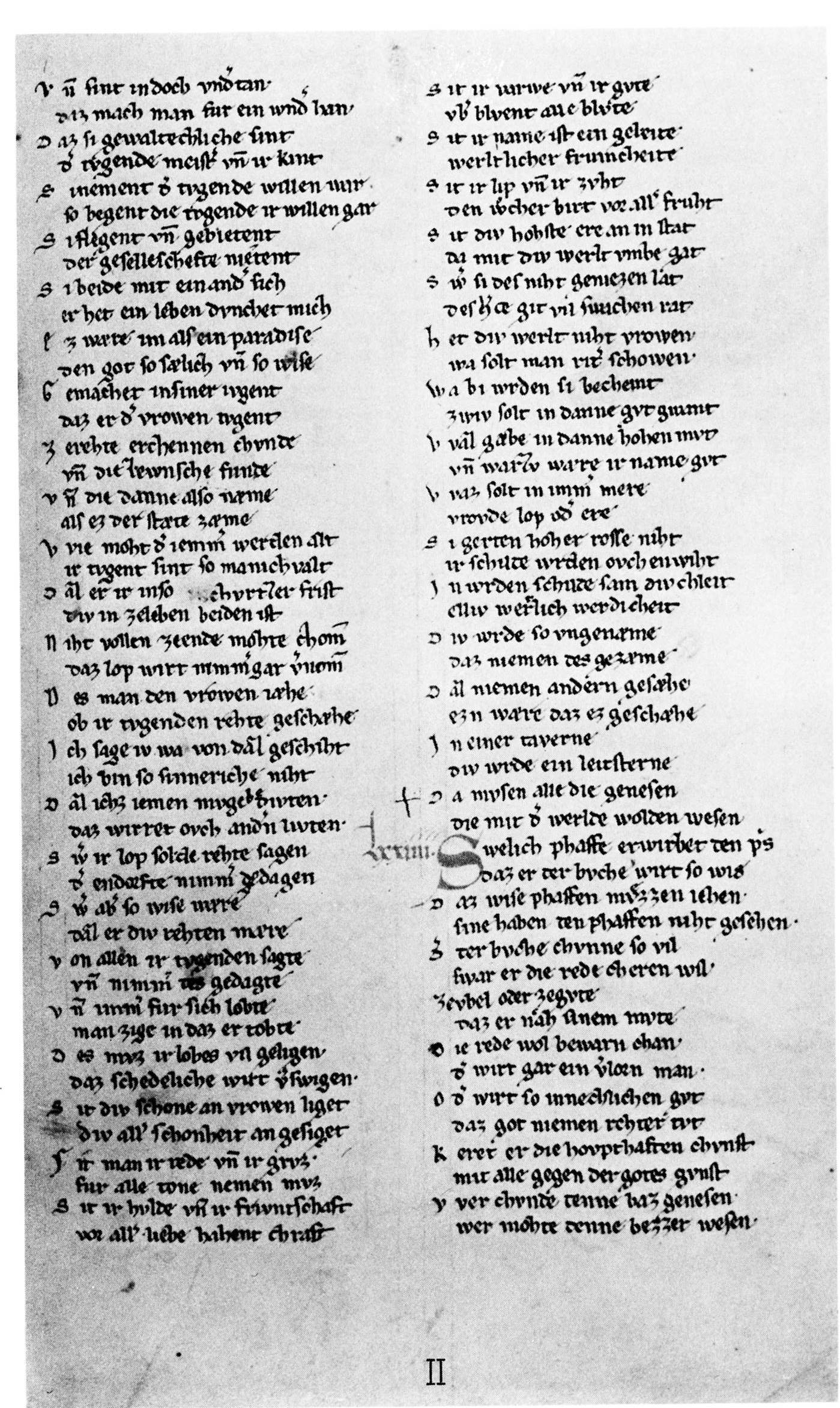
Wiener Handschrift Nr. 2705 (A), Blatt 55rab (Frauenehre v.455-510, v. 569-588)
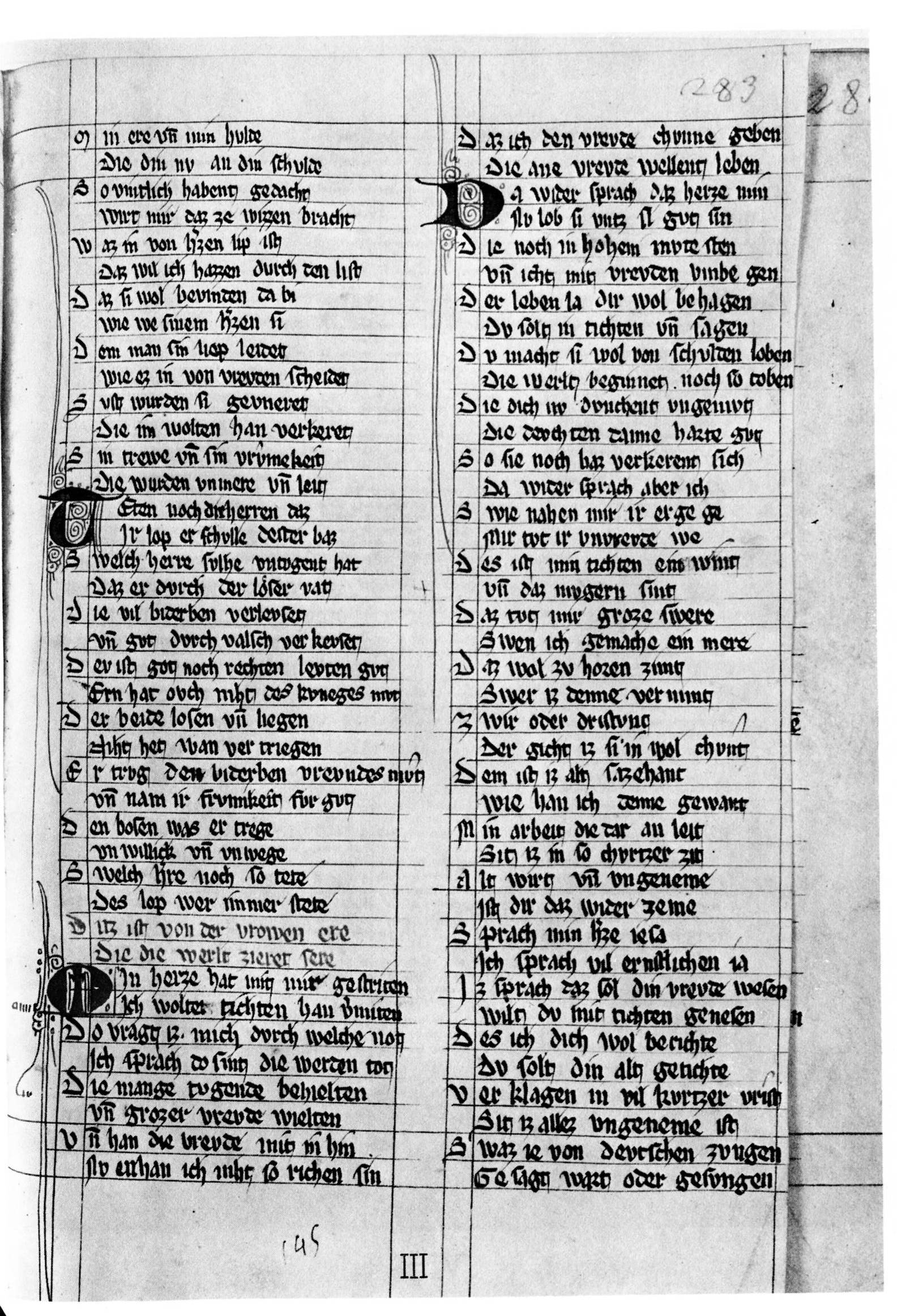
Heidelberger Handschrift Cod. Pal. germ. 341 (H), Blatt 283rab (Frauenehre v.1-48)
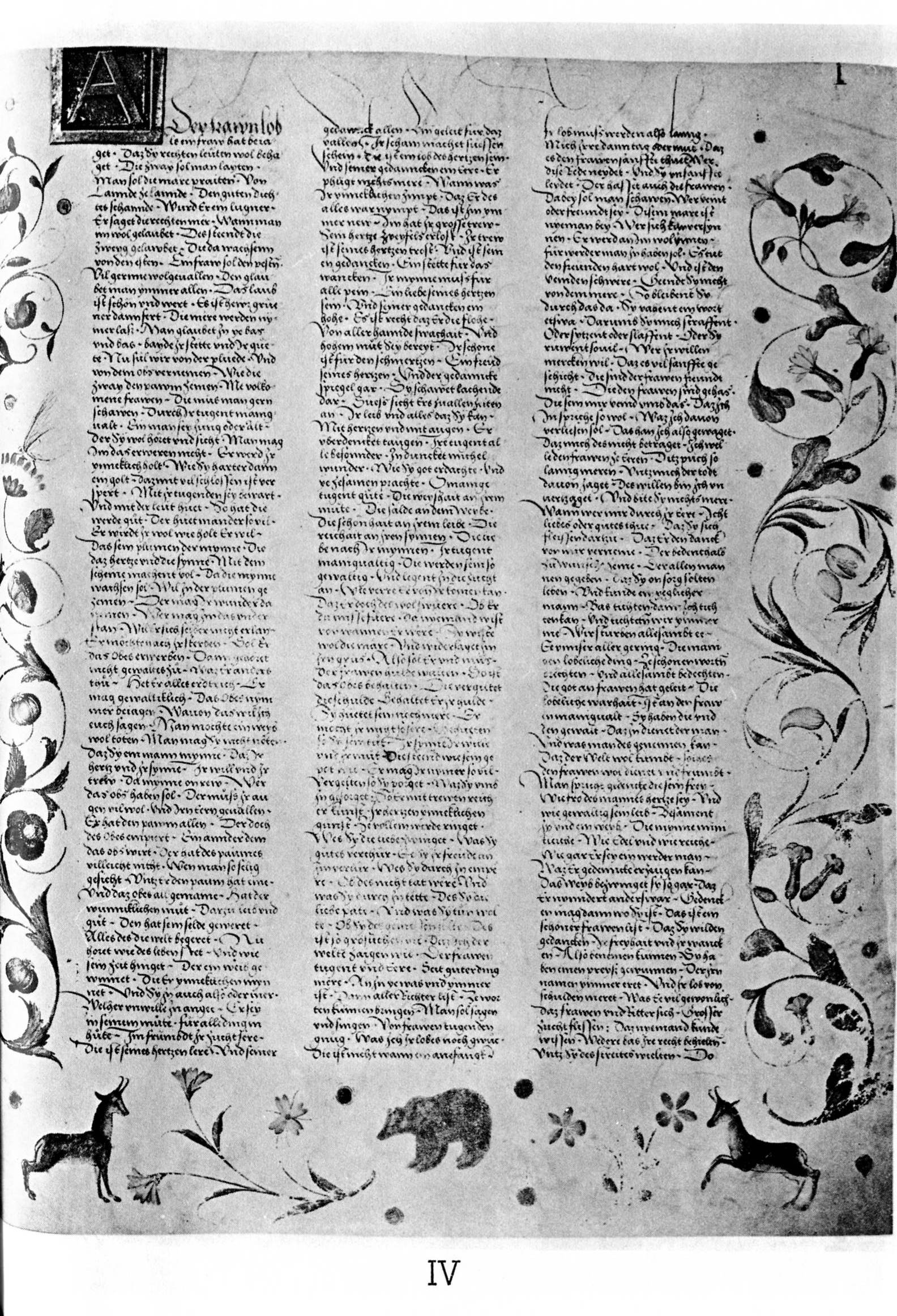
Ambraser Heldenbuch (Wien Cod. S.n. 2663 - d), Blatt 1rabc (Frauenehre v.1321–1526)
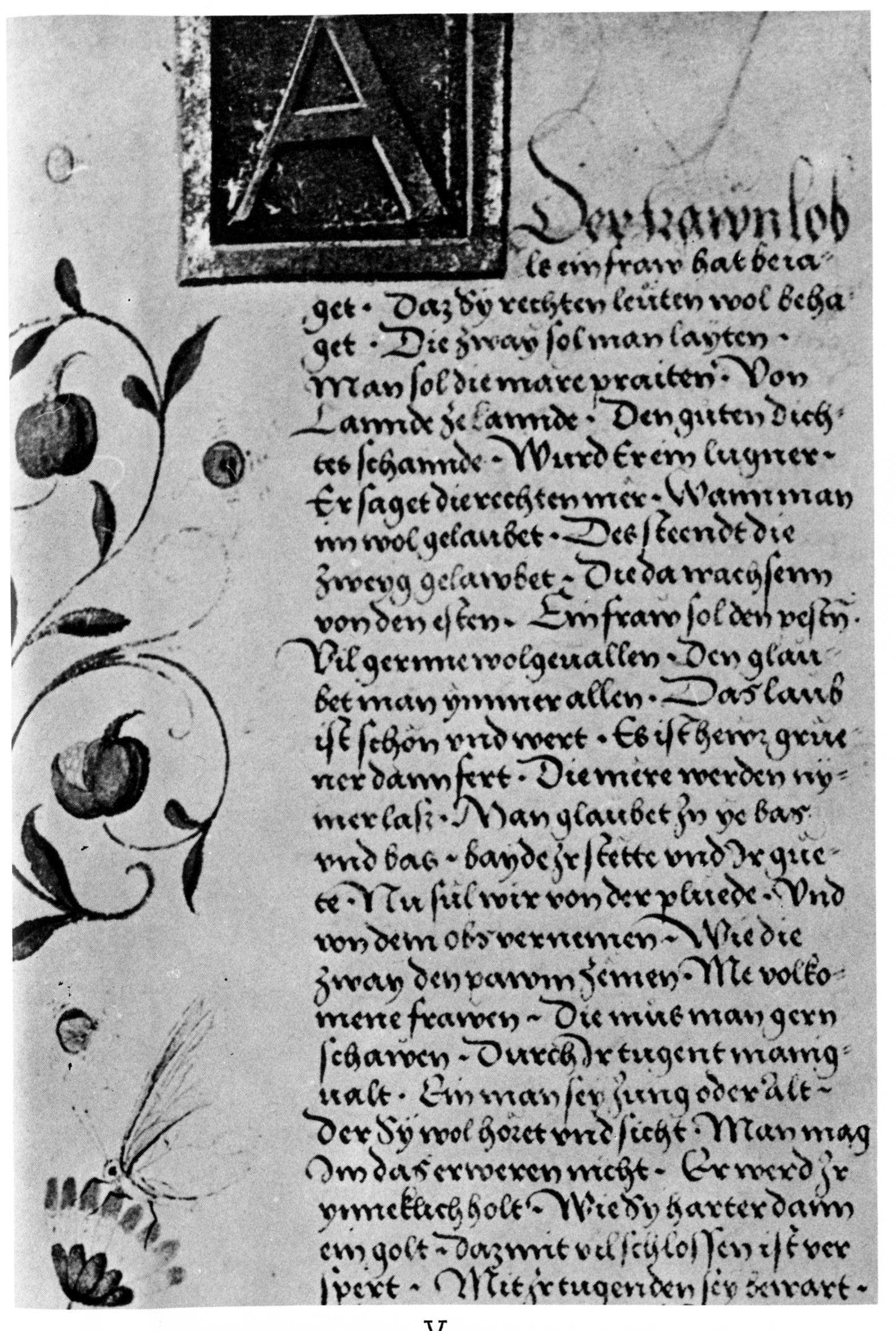
Ambraser Heldenbuch (Wien Cod. S.n. 2663 - d), Blatt 1ra (Ausschnitt: Frauenehre v. 1321–1352)

## Verzeichnis der Siglen
| Blatt xyrab(c) Handschrift A Handschrift d Handschrift H Handschrift K lat nhd mhd sp. v. z. | Pergamentblatt Nr. xy Recto, Spalten a, b (und c) Wiener Handschrift Nr. 2705 Ambraser Heldenbuch, Wien Codex Ser. Nov. 2663 Heidelberger Handschrift, Codices Palatini germanici 341 Kalocsaer Codex 1, heutige Bezeichnung: Codex Bodmer 72, Bibliothek Bodmeriana, Cologny-Genève lateinisch neuhochdeutsch mittelhochdeutsch Spalte Vers Zeile |

### Textausgaben
- Klaus Hofmann (Hrsg.): Strickers ‚Frauenehre’. Überlieferung, Textkritik, Edition, literaturgeschichtliche Einordnung. N.G. Elwert Verlag, Marburg 1976, ISBN 3-7708-0550-X.
- Maria Maurer: Die ‚Frauenehre’ von dem Stricker. zugel. Diss. Albert-Ludwigs-Universität, Freiburg 1927.

### Forschungsliteratur zurFrauenehre
- Die Frauenehre. Kapitel II, In: Sabine Böhm: Der Stricker – ein Dichterprofil anhand seines Gesamtwerkes. Europäische Hochschulschriften, Reihe 1, Bd. 1530, Peter Lang Verlag, Frankfurt a. M. u. a.1995, ISBN 3-631-49214-6, S. 131–146.
- Franz-Josef Holznagel: Gezähmte Fiktionalität. Zur Poetik des Reimpaarbispels. In Emilio González (Hrsg.): Die Kleinepik des Strickers: Texte, Gattungstraditionen und Interpretationsprobleme. Philologische Studien und Quellen, Bd. 199, Schmidt Verlag, Berlin 2006, ISBN 3-503-07983-1, S. 47–71.
- John Margetts: ich han den mut und den sit/ den mich min herze leret. Eigen-Sinn beim Stricker? In: Emilio González (Hrsg.): Die Kleinepik des Strickers: Texte, Gattungstraditionen und Interpretationsprobleme. Philologische Studien und Quellen, Bd. 199, Schmidt Verlag, Berlin 2006, ISBN 3-503-07983-1, S. 117–134.
- Dieter Vogt: Ritterbild und Ritterlehre in der lehrhaften Kleindichtung des Strickers und in sog. Seifried Helbling. Europäische Hochschulschriften, Reihe 1, Bd. 845, Peter Lang Verlag, Frankfurt a. M. 1985, ISBN 3-8204-8298-9.

### Arbeitshilfen und weiterführende Literatur
- Horst Brunner (Hrsg.): Geschichte der deutschen Literatur des Mittelalters im Überblick. Philipp Reclam jun., Stuttgart 2007, ISBN 978-3-15-009485-3.
- Joachim Bumke (Hrsg.): Höfische Kultur. Literatur und Gesellschaft im hohen Mittelalter. Bd. 1 und 2, Deutscher Taschenbuch Verlag, München ³1986, ISBN 3-423-30170-8.
- Karl-Ernst Geith, Elke Ukena-Best, Hans-Joachim Ziegeler: Der Stricker. In: Burghart Wachinger u. a. (Hrsg.): Verfasserlexikon. 2. Auflage. Band 9. Walter de Gruyter, Berlin / New York 1995, ISBN 3-11-016911-8, Z. 417-449.
- Ingeborg Glier: Artes amandi. Untersuchung zur Geschichte, Überlieferung und Typologie der deutschen Minnereden. In: Münchener Texte und Untersuchungen zur deutschen Literatur des Mittelalters (MTU). Bd. 34, Verlag C. H. Beck, München 1971, ISBN 3-406-02834-9.
- Gerhard Köpf (Hrsg.): Märendichtung. J.B. Metzlersche Verlagsbuchhandlung, Stuttgart 1978, ISBN 3-476-10166-5.
- Matthias Lexer (Hrsg.): Mittelhochdeutsches Taschenwörterbuch. S. Hirzel Verlag, Stuttgart 1992, ISBN 3-7776-0494-1.
- Hilkert Weddige (Hrsg.): Einführung in die germanistische Mediävistik. Verlag C. H. Beck, München 2006, ISBN 3-406-36749-6.

### Bildquellen
- Handschrift A (Pergament 23,8 cm × 15,8 cm, um 1260/1290)
- Handschrift H (Pergament 30,8 cm × 22,5 cm, um 1320/30)
- Handschrift d (Pergament 48,5 cm × 36,5 cm, 1502–1517 von Hanns Ried)